# Teorema de Gleason
En física matemática, el teorema de Gleason demuestra que la regla que se utiliza para calcular probabilidades en física cuántica, la regla de Born, puede derivarse de la representación matemática habitual de las mediciones en física cuántica junto con el supuesto de no contextualidad. Andrew M. Gleason demostró por primera vez el teorema en 1957, respondiendo a una pregunta planteada por George W. Mackey, un logro que fue históricamente significativo por el papel que desempeñó al mostrar que amplias clases de teorías de variables ocultas son inconsistentes con la física cuántica. Desde entonces se han demostrado múltiples variaciones. El teorema de Gleason es especialmente importante para el campo de la lógica cuántica y su intento de encontrar un conjunto mínimo de axiomas matemáticos para la teoría cuántica.

## Enunciado del teorema

### Antecedentes conceptuales
En mecánica cuántica, cada sistema físico está asociado a un espacio de Hilbert. Para los fines de este resumen, se supone que el espacio de Hilbert es finito-dimensional. En el enfoque codificado por John von Neumann, una medida sobre un sistema físico se representa mediante un operador autoadjunto en ese espacio de Hilbert, a veces denominado "observable". Los vectores propios de dicho operador forman una base ortonormal para el espacio de Hilbert, y cada resultado posible de esa medición corresponde a uno de los vectores que componen la base. Un operador de densidad es un operador semidefinido positivo en el espacio de Hilbert cuya traza es igual a 1. En el lenguaje de von Weizsäcker, un operador de densidad es un "catálogo de probabilidades": para cada medida que pueda definirse, la distribución de probabilidad sobre los resultados de esa medida puede calcularse a partir del operador de densidad. El procedimiento para hacerlo es la regla de Born, que establece que
{\displaystyle P(x_{i})=\operatorname {Tr} (\Pi _{i}\rho ),}
donde 𝜌 es el operador de densidad, y Π𝑖 es el operador de proyección sobre el vector base correspondiente al resultado de la medición 𝑥𝑖
.La regla de Born asocia una probabilidad a cada vector unitario en el espacio de Hilbert, de manera que estas probabilidades suman 1 para cualquier conjunto de vectores unitarios que comprenda una base ortonormal. Además, la probabilidad asociada a un vector unitario es una función del operador de densidad y del vector unitario, y no de información adicional como la elección de la base en la que se inserta dicho vector. El teorema de Gleason establece lo contrario: todas las asignaciones de probabilidades a vectores unitarios (o, equivalentemente, a los operadores que se proyectan sobre ellos) que satisfacen estas condiciones adoptan la forma de aplicar la regla de Born a algún operador de densidad. El teorema de Gleason se cumple si la dimensión del espacio de Hilbert es igual o superior a 3; existen contraejemplos para la dimensión 2.

### Derivación delespacio de estadosy la regla de Born
La probabilidad de cualquier resultado de una medida en un sistema cuántico debe ser un número real entre 0 y 1 inclusive, y para ser consistente, para cualquier medida individual las probabilidades de los diferentes resultados posibles deben sumar 1. El teorema de Gleason muestra que cualquier función que asigne probabilidades a los resultados de las mediciones, identificados por operadores de proyección, debe ser expresable en términos de un operador de densidad y la regla de Born. Esto no sólo da la regla para calcular las probabilidades, sino que también determina el conjunto de posibles estados cuánticos.
Sea 𝑓 sea una función de los operadores de proyección al intervalo unitario con la propiedad de que, si un conjunto {Π𝑖} de operadores de proyección suman a la matriz identidad (es decir, si corresponden a una base ortonormal), entonces{\displaystyle \sum _{i}f(\Pi _{i})=1.}Una función de este tipo expresa una asignación de valores de probabilidad a los resultados de las mediciones, una asignación que es "no contextual" en el sentido de que la probabilidad de un resultado no depende de la medición en la que está incluido ese resultado, sino sólo de la representación matemática de ese resultado específico, es decir, de su operador de proyección: §1.3: §2.1 El teorema de Gleason establece que para cualquier función de este tipo 𝑓existe un operador semidefinido positivo 𝜌 con traza unitaria tal que{\displaystyle f(\Pi _{i})=\operatorname {Tr} (\Pi _{i}\rho ).}Tanto la regla de Born como el hecho de que los "catálogos de probabilidad" sean operadores semidefinidos positivos de traza unitaria se derivan de los supuestos de que las medidas están representadas por bases ortonormales y de que las asignaciones de probabilidad son "no contextuales". Para que el teorema de Gleason sea aplicable, el espacio en el que se definen las medidas debe ser un espacio de Hilbert real o complejo, o un módulo cuaterniónico (el argumento de Gleason es inaplicable si, por ejemplo, se intenta construir un análogo de la mecánica cuántica utilizando números p-ádicos).

## Historia y esquema de la prueba de Gleason

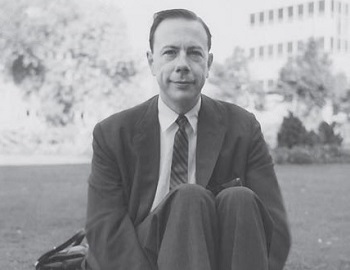
Gleason en 1959

En 1932, John von Neumann también consiguió deducir la regla de Born en su libro de texto Fundamentos matemáticos de la mecánica cuántica. Sin embargo, las suposiciones sobre las que von Neumann construyó su prueba de ausencia de variables ocultas eran bastante fuertes y finalmente se consideró que no estaban bien motivadas. En concreto, von Neumann asumió que la función de probabilidad debía ser lineal en todos los observables, conmutables o no conmutables. Su prueba fue ridiculizada por John Bell como "¡no sólo falsa, sino estúpida!". Gleason, por otro lado, no asumió la linealidad, sino simplemente la aditividad para los proyectores conmutativos junto con la no contextualidad, suposiciones consideradas mejor motivadas y más significativas físicamente.
A finales de la década de 1940, George Mackey se había interesado por los fundamentos matemáticos de la física cuántica, preguntándose en particular si la regla de Born era la única regla posible para calcular probabilidades en una teoría que representaba las medidas como bases ortonormales en un espacio de Hilbert. Mackey discutió este problema con Irving Segal en la Universidad de Chicago, quien a su vez se lo planteó a Richard Kadison, entonces estudiante de posgrado. Kadison demostró que para espacios de Hilbert bidimensionales existe una medida de probabilidad que no se corresponde con los estados cuánticos y la regla de Born. El resultado de Gleason implica que esto sólo ocurre en dimensión 2.
La prueba original de Gleason procede en tres etapas: §2 En la terminología de Gleason, una función marco es una función de valor real 𝑓 en la esfera unitaria de un espacio de Hilbert tal que{\displaystyle \sum _{i}f(x_{i})=1}siempre que los vectores 𝑥𝑖 constituyan una base ortonormal. Una asignación de probabilidad no contextual como la definida en la sección anterior es equivalente a una función marco. Cualquier medida de este tipo que pueda escribirse de la manera estándar, es decir, aplicando la regla de Born a un estado cuántico, se denomina función marco regular. Gleason deduce una serie de lemas sobre cuándo una función marco es necesariamente regular, que culminan en el teorema final. En primer lugar, establece que toda función marco continua en el espacio de Hilbert 𝑅3 es regular. Este paso utiliza la teoría de los armónicos esféricos. A continuación, demuestra que las funciones marco en 𝑅3 tienen que ser continuas, lo que establece el teorema para el caso especial de 𝑅3. Este paso se considera el más difícil de la demostración y, por último, demuestra que el problema general puede reducirse a este caso especial. Gleason atribuye un lema utilizado en esta última etapa de la prueba a su estudiante de doctorado Richard Palais.: fn 3 
Robin Lyth Hudson describió el teorema de Gleason como "célebre y notoriamente difícil" Cooke, Keane y Moran produjeron posteriormente una demostración más larga que la de Gleason, pero que requiere menos prerrequisitos.

## Implicaciones
El teorema de Gleason pone de relieve una serie de cuestiones fundamentales en la teoría de la medición cuántica. Como sostiene Fuchs, el teorema "es un resultado extremadamente poderoso", porque "indica hasta qué punto la regla de probabilidad de Born e incluso la estructura del espacio de estados de los operadores de densidad dependen de los demás postulados de la teoría". En consecuencia, la teoría cuántica es "un paquete más apretado de lo que uno podría haber pensado en un principio": : 94–95  Diversas aproximaciones a la rederivación del formalismo cuántico a partir de axiomas alternativos han empleado, en consecuencia, el teorema de Gleason como paso clave, salvando la distancia entre la estructura del espacio de Hilbert y la regla de Born.

### Variables ocultas
Además, el teorema es históricamente significativo por el papel que desempeñó al descartar la posibilidad de ciertas clases de variables ocultas en la mecánica cuántica. Una teoría de variables ocultas determinista implica que la probabilidad de un resultado dado es siempre 0 o 1. Por ejemplo, una medición de Stern-Gerlach en un átomo de espín 1 informará de que el momento angular del átomo a lo largo del eje elegido es uno de los tres valores posibles, que pueden designarse como -, 0 y +. En una teoría determinista de variables ocultas, existe una propiedad física subyacente que fija el resultado encontrado en la medición. Condicionado al valor de la propiedad física subyacente, cualquier resultado dado (por ejemplo, un resultado de +) debe ser imposible o estar garantizado. Pero el teorema de Gleason implica que no puede existir tal medida de probabilidad determinista. La correspondencia 𝑢→⟨𝜌𝑢,𝑢⟩es continua en la esfera unitaria del espacio de Hilbert para cualquier operador de densidad 𝜌. Dado que esta esfera unitaria es conexa, ninguna medida de probabilidad continua sobre ella puede ser determinista. §1.3 El teorema de Gleason sugiere, por tanto, que la teoría cuántica representa una desviación profunda y fundamental de la intuición clásica de que la incertidumbre se debe a la ignorancia sobre los grados de libertad ocultos.Más concretamente, el teorema de Gleason descarta los modelos de variables ocultas que son "no contextuales". Cualquier modelo de variables ocultas para la mecánica cuántica debe, para evitar las implicaciones del teorema de Gleason, implicar variables ocultas que no son propiedades que pertenecen sólo al sistema medido, sino que también dependen del contexto externo en el que se realiza la medición. Este tipo de dependencia a menudo se considera artificial o indeseable; en algunos casos, es incompatible con la relatividad especial.

En la representación de esfera de Bloch de un cúbit, cada punto de la esfera unidad representa un estado puro. Todas las demás matrices de densidad corresponden a puntos del interior.

Para construir un contraejemplo para un espacio de Hilbert bidimensional, conocido como qubit, sea la variable oculta un vector unitario 𝜆→en el espacio euclídeo tridimensional. Utilizando la esfera de Bloch, cada medida posible en un qubit puede representarse como un par de puntos antípodas en la esfera unitaria. Definiendo la probabilidad de que el resultado de una medición sea 1 si el punto que representa ese resultado se encuentra en el mismo hemisferio que 𝜆→y 0 en caso contrario produce una asignación de probabilidades a los resultados de la medición que obedece a los supuestos de Gleason. Sin embargo, esta asignación de probabilidad no corresponde a ningún operador de densidad válido. Introduciendo una distribución de probabilidad sobre los posibles valores de 𝜆→se puede construir un modelo de variables ocultas para un qubit que reproduzca las predicciones de la teoría cuántica.
El teorema de Gleason motivó trabajos posteriores de John Bell, Ernst Specker y Simon Kochen que condujeron al resultado a menudo llamado teorema de Kochen-Specker, que muestra igualmente que los modelos de variables ocultas no contextuales son incompatibles con la mecánica cuántica. Como ya se ha señalado, el teorema de Gleason demuestra que no existe ninguna medida de probabilidad sobre los rayos de un espacio de Hilbert que sólo tome los valores 0 y 1 (siempre que la dimensión de ese espacio sea superior a 2). El teorema de Kochen-Specker refina esta afirmación construyendo un subconjunto finito específico de rayos sobre el que no puede definirse tal medida de probabilidad: El hecho de que tal subconjunto finito de rayos deba existir se deduce del teorema de Gleason mediante un argumento lógico de compacidad, pero este método no construye explícitamente el conjunto deseado. : §1  En el resultado relacionado de variables no ocultas conocido como teorema de Bell, la suposición de que la teoría de variables ocultas no es contextual se sustituye por la suposición de que es local. Los mismos conjuntos de rayos utilizados en las construcciones de Kochen-Specker también pueden emplearse para derivar pruebas de tipo Bell.
Pitowsky utiliza el teorema de Gleason para argumentar que la mecánica cuántica representa una nueva teoría de la probabilidad, una en la que la estructura del espacio de sucesos posibles se modifica a partir de la clásica, álgebra booleana de la misma. Lo considera análogo a la forma en que la relatividad especial modifica la cinemática de la mecánica newtoniana.
Los teoremas de Gleason y Kochen-Specker se han citado en apoyo de diversas filosofías, como el perspectivismo, el empirismo constructivo y el realismo agencial.

### Lógica cuántica
El teorema de Gleason encuentra aplicación en la lógica cuántica, que hace un uso intensivo de la teoría de celosías. La lógica cuántica trata el resultado de una medición cuántica como una proposición lógica y estudia las relaciones y estructuras formadas por estas proposiciones lógicas. Se organizan en un entramado, en el que la ley distributiva, válida en la lógica clásica, se debilita, para reflejar el hecho de que, en física cuántica, no todos los pares de magnitudes pueden medirse simultáneamente. El teorema de la representación en lógica cuántica muestra que dicho entramado es isomorfo al entramado de subespacios de un espacio vectorial con un producto escalar: : §2  Utilizando el teorema de Solèr, se puede demostrar, con hipótesis adicionales, que el campo (sesgado) K sobre el que se define el espacio vectorial es o bien los números reales, o bien los números complejos, o bien los cuaterniones, como es necesario para que se cumpla el teorema de Gleason: : §3  
Invocando el teorema de Gleason, se puede restringir la forma de una función de probabilidad sobre los elementos de la red. Suponiendo que el mapeo de elementos de celosía a probabilidades es no contextual, el teorema de Gleason establece que debe ser expresable con la regla de Born.

## Generalizaciones
Gleason demostró originalmente el teorema suponiendo que las medidas aplicadas al sistema son del tipo von Neumann, es decir, que cada medida posible corresponde a una base ortonormal del espacio de Hilbert. Posteriormente, Busch e independientemente Caves et al: : 116  demostraron un resultado análogo para una clase más general de medidas, conocidas como medidas positivas-operador-valoradas (POVMs). El conjunto de todas las POVM incluye el conjunto de medidas de von Neumann, por lo que los supuestos de este teorema son significativamente más fuertes que los de Gleason. Esto hace que la demostración de este resultado sea más sencilla que la de Gleason y que las conclusiones sean más sólidas. A diferencia del teorema original de Gleason, la versión generalizada utilizando POVMs también se aplica al caso de un solo qubit.Asumir la no contextualidad para POVMs es, sin embargo, controvertido, ya que POVMs no son fundamentales, y algunos autores defienden que la no contextualidad debe ser asumida sólo para las mediciones subyacentes de von Neumann. El teorema de Gleason, en su versión original, no se sostiene si el espacio de Hilbert se define sobre los números racionales, es decir, si los componentes de los vectores en el espacio de Hilbert están restringidos a ser números racionales, o números complejos con partes racionales. Sin embargo, cuando el conjunto de medidas permitidas es el conjunto de todos los POVM, el teorema se cumple. : §3.D 
La prueba original de Gleason no era constructiva: una de las ideas de las que depende es el hecho de que toda función continua definida en un espacio compacto alcanza su mínimo. Dado que no en todos los casos se puede demostrar explícitamente dónde se produce el mínimo, una demostración que se base en este principio no será una demostración constructiva. Sin embargo, el teorema puede reformularse de forma que se pueda encontrar una demostración constructiva.
El teorema de Gleason puede extenderse a algunos casos en los que los observables de la teoría forman un álgebra de von Neumann. En concreto, se puede demostrar que un análogo del resultado de Gleason se cumple si el álgebra de observables no tiene ningún sumando directo que sea representable como el álgebra de matrices 2×2 sobre un álgebra conmutativa de von Neumann (es decir, ningún sumando directo de tipo I2). En esencia, el único obstáculo para demostrar el teorema es el hecho de que el resultado original de Gleason no se cumple cuando el espacio de Hilbert es el de un qubit.